# Wilde Orchideen
Wilde Orchideen (Originaltitel: Wild Orchids) ist ein US-amerikanischer Stummfilm mit Greta Garbo und Nils Asther in den Hauptrollen. Regie führte Sidney Franklin. Er wurde am 30. März 1929 in den nationalen Verleih gebracht.

## Handlung
Lillie ist mit dem onkelhaften John Sterling verheiratet. Beide schlafen in getrennten Betten, und John verhält sich meist distanziert gegenüber seiner jungen Frau. Auf einer Schiffspassage lernen sie den javanischen Prinzen de Gace kennen. Lillie ist gleichermaßen sexuell angezogen wie menschlich abgestoßen vom Prinzen, der seine Diener auspeitschen lässt und doch gleichzeitig vollendete Umgangsformen hat.
Auf Java wirbt der Prinz heftig um Lillie, und während einer Tigerjagd wird sie fast schwach. Doch am Ende bleibt sie bei ihrem Ehemann.

## Hintergrund
Während ihrer, künstlerisch meist enttäuschenden, Stummfilmkarriere baute MGM Greta Garbo zur Darstellerin exotischer Frauengestalten auf, die für und an der Liebe leiden. Mit dem Aufkommen des Tonfilms wuchs die Unsicherheit, wie sich die Karriere von Greta Garbo, die Englisch mit Akzent sprach, entwickeln würde. Wie bei allen Topstars des Studios ließ sich MGM Zeit, die passenden Vehikel für ein Sprechfilmdebüt zu finden. So blieb dem Studio das Schicksal von Konkurrent Paramount erspart, die 1928/29 fast ihren kompletten Starbestand austauschen und mit neuen Gesichtern auffüllen mussten.
Während Garbo gezielten Sprachunterricht nahm, produzierte das Studio weiterhin Filme mit ihr, die mehr oder weniger Variationen ihrer bekannten Erfolge waren. In Wilde Orchideen spielte Garbo zum ersten Mal die treue Ehefrau und keinen Vamp. Allerdings war sie zum ersten, aber nicht zum letzten Mal mit einem onkelhaften Ehemann verheiratet, der mit ihr eine platonische Freundschaft führt, aber keine Ehe, die auf Leidenschaft aufgebaut ist. Der Film weist nicht immer die notwendige Dramaturgie auf, um aus dem Drei-Personen-Stück wirklich fesselnde Unterhaltung zu machen.
Während der Dreharbeiten erfuhr Garbo vom Tod ihres Mentors Mauritz Stiller. Sie brach zusammen und angeblich soll Louis B. Mayer ihr untersagt haben, zur Beerdigung nach Schweden zurückzukehren. Garbo, ohnehin eine eher phlegmatische Schauspielerin, ist in Wilde Orchideen noch passiver als sonst üblich. Einige Biographen wollen das mit der Trauer um Stiller erklären. Der Regisseur berichtete, die Dreharbeiten seien alles andere als erfreulich gewesen, da Garbo das Studio wegen der Kaltherzigkeit, mit der es einige Jahre vorher Stiller behandelt hatte, hasste. Unabhängig davon präsentierte der Film Garbo in einigen ungewöhnlichen exotischen Kostümen, die häufiger an Thailand als an Java erinnern. Einige Jahre später war Greta Garbo erneut im Fernen Osten unterwegs, 1934 in Der bunte Schleier, der sie als gelangweilte Ehefrau eines Arztes zeigte.
Der Film sollte zunächst Heat heißen, doch die Ankündigung Garbo in „Heat“, was so viel wie die brünstige Garbo bedeutet, hätten zu Missverständnissen geführt. Garbo und Asther drehten unmittelbar im Anschluss Unsichtbare Fesseln.

## Kinoauswertung
Mit Produktionskosten von 322.000 US-Dollar entsprach er in etwa dem Durchschnittsaufwand für einen Garbo-Film. Er war an der Kinokasse erfolgreich und spielte in den USA 622.000 US-Dollar und auf den Auslandsmärkten weitere 543.000 US-Dollar ein. Ein Gesamtergebnis von 1.165.000 US-Dollar bescherte dem Studio am Ende einen Gewinn in Höhe von 380.000 US-Dollar. Vor dem Hintergrund der talkie craze, dem Sturm der Zuschauer auf Tonfilme war das ein überaus akzeptables Ergebnis.

## Kritiken
Die Kritiker spendeten Greta Garbo Lob für ihre Darstellung.
Richard Watts Jr. war in der New York Herald Tribune zuvorkommend:

„Miss Garbo ist nicht nur eine anziehende und wunderschöne Frau, sondern auch eine sehr gute Schauspielerin.“

Mordaunt Hall bestätigte in der New York Times diese Einschätzung:

„Miss Garbo spielt sehr pointiert und wie immer, effektiv. Es ist keine leichte Rolle, aber schaffte es, den Charakter sympathisch darzustellen.“